# 沙孟海
沙孟海（1900年6月11日—1992年10月10日），原名沙文若，字孟海，号沙邨、兰沙、石荒、决明等，浙江省鄞县（现宁波市鄞州区）塘溪镇沙村人，中国书法家、篆刻家。

## 生平

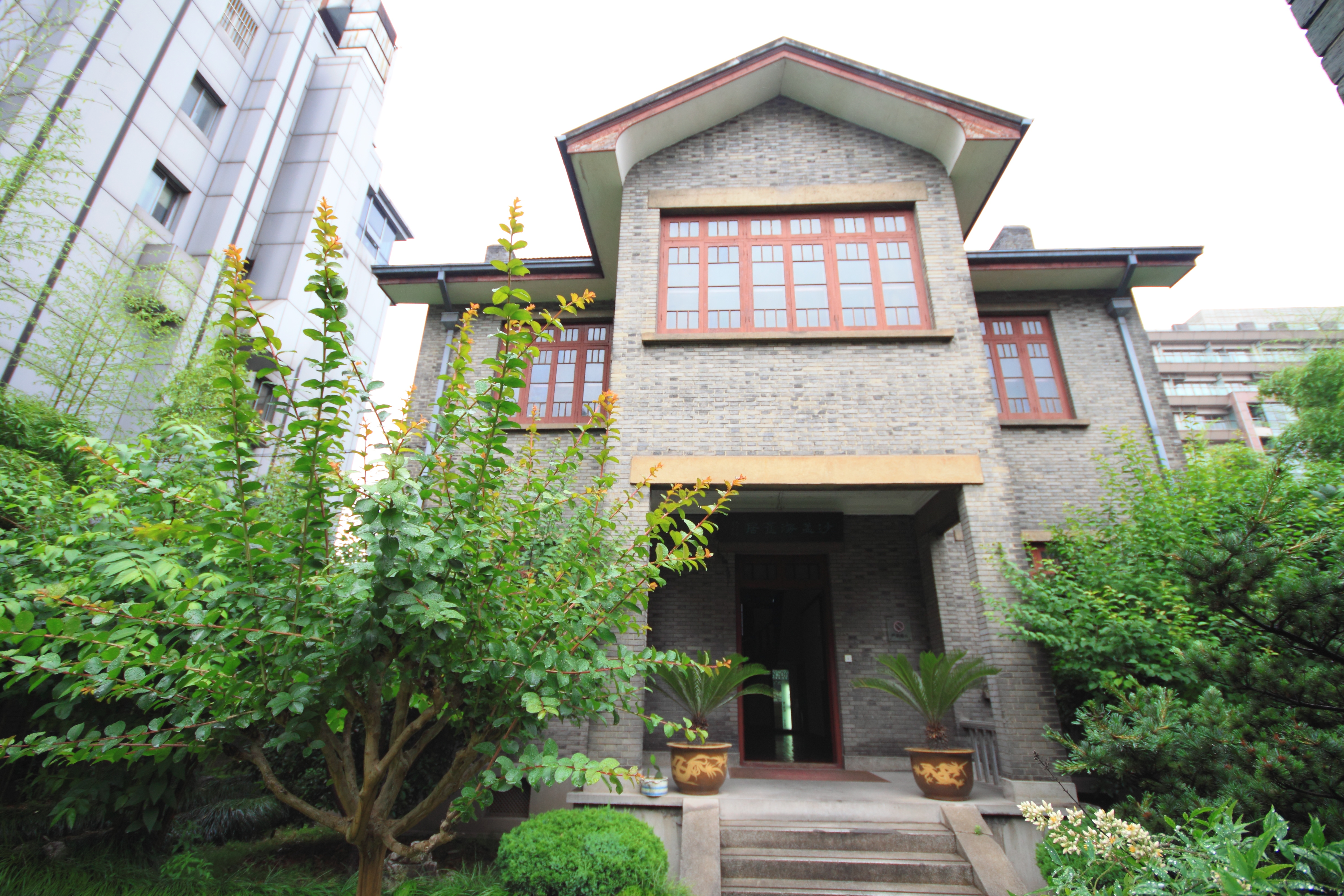
杭州沙孟海旧居

1914年，入读宁波浙江省立第四师范学校。1919年夏，毕业至镇海县立高等小学任教。1920年至鄞县梅墟小学任教。下半年辞去教职。1921年至1922年期间，曾担任家庭教师。1925年2月，在修能学社任国文教师。1927年在商务印书馆编译所国文函授社任教。1928年在沪因接近革命友人、传递信件遭解职。同年2月，到杭州，至浙江省政府秘书处任科员。
1929年7月，赴广州中山大学任预科国文教授。1930年8月，受杭州两浙盐运使公使公署之邀，任盐政史编纂。1931年，任南京中央大学秘书，兼校长朱家驊私人秘书。1932年，随朱家驊，调任教育部秘书。1933年1月，至交通部任秘书。1936年5月，任中英庚款董事会干事。12月，调任浙江省政府秘书处秘书。1937年离职，年底离开杭州，至汉口。
1938年1月，沙孟海复任中英庚款董事会干事。9月随中英庚款董事会迁至陪都重慶。1941年6月，由陳布雷推荐，任國民政府軍事委員會委員長侍從室二处四组兼任秘书。1945年1月，调任教育部秘书，仍在中英庚款董事会办公。
中华人民共和国建立前夕的1949年8月，沙孟海任浙江大学中国文学系教授。1952年，任浙江省文物管理委员会常务委员。1963年，任浙江美术学院书法篆刻专业教授。1979年，任浙江美术学院书法篆刻专业硕士研究生班导师。1979年，当选西泠印社社长。1980年，任西泠书画院院长。1981年，任浙江省博物馆名誉馆长。同年，当选中国书法家协会副主席。1982年，当选中国书法家协会浙江分会主席。1989年，任浙江美术学院（现中国美术学院）终身教授。
1992年10月10日，沙孟海在杭州逝世。

## 家庭
- 二弟沙文求，革命烈士，早年牺牲
- 三弟沙文汉，浙江省前省长、浙江大学前校长
- 四弟史永（原名沙文威），前全国政协副秘书长

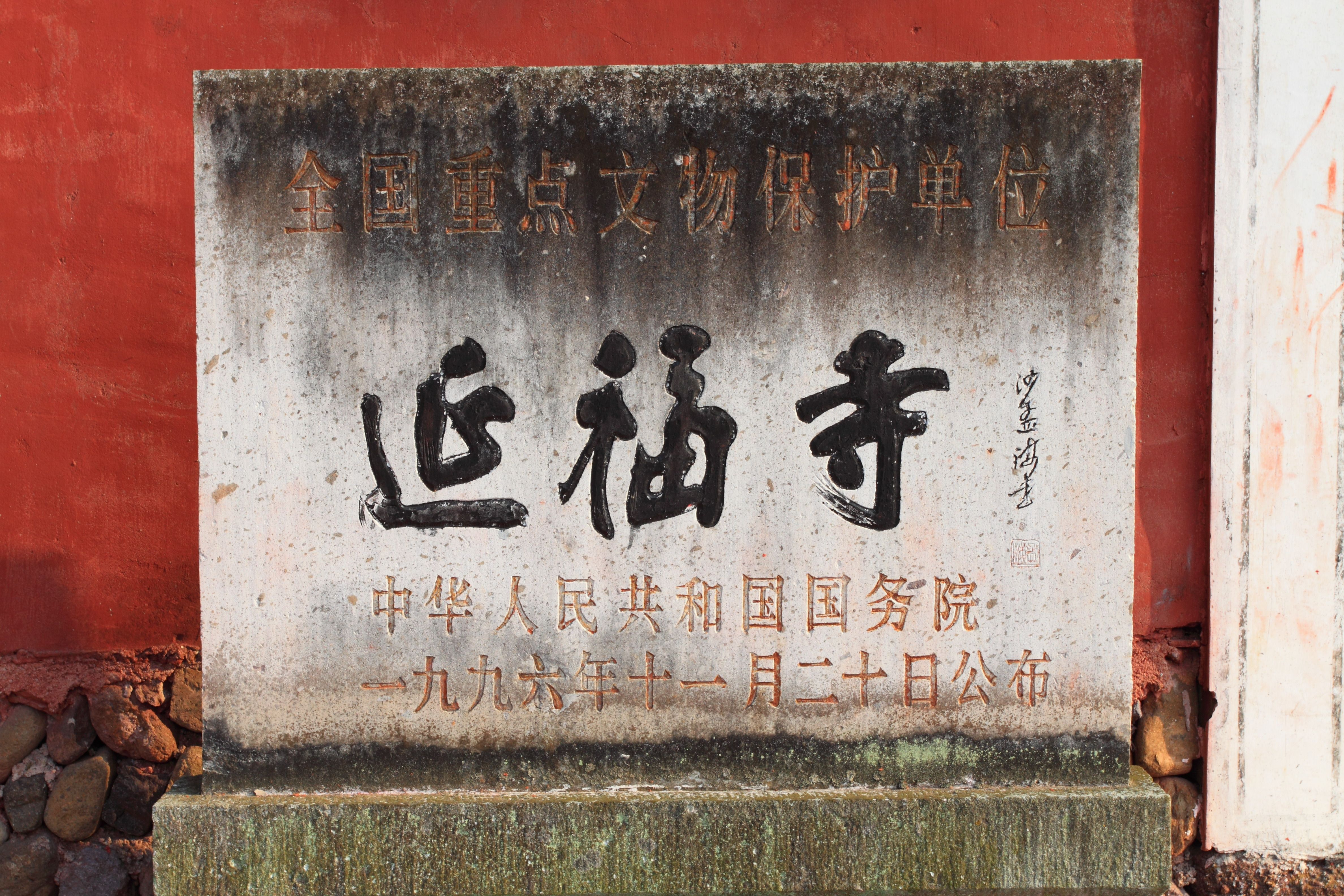
沙孟海手迹“延福寺”

- 五弟沙季同，参加革命，解放前牺牲于延安
- 子沙更世，著名国画家、中央民族大学教授
- 族亲沙耆，著名油画家

## 著作
沙孟海的著作有很多，其中《印学史》等专著均有很高学术价值。
- 《沙孟海论书丛稿》
- 《沙孟海写书谱》
- 《沙孟海写书谱》
- 《兰沙馆印式》
- 《印学史》
- 《沙孟海书法集》
- 《沙孟海真行草书集》

## 题字

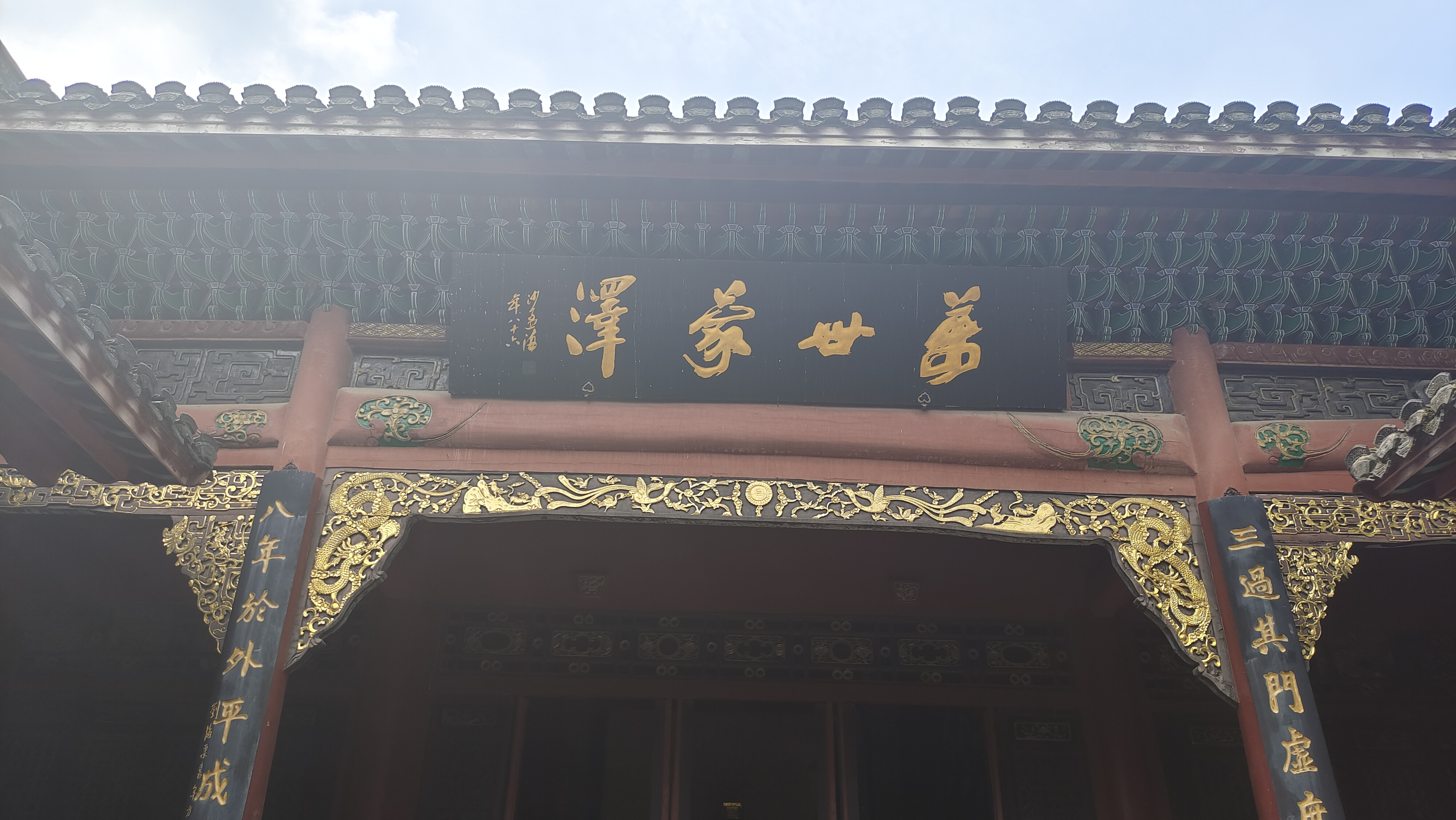
晴川閣「萬世蒙澤」匾額，由沙孟海題匾，位於晴川閣禹稷行宮内

沙孟海存世墨迹很多，字体以“雄强”著称，号为“沙体”。他为许多名胜题过字，如灵隐寺大雄宝殿、中山公园等。
有多所浙江高校的校名都采用沙孟海的字迹，例如浙江理工大学、中国计量大学、浙江财经大学、浙江传媒学院。